# معهد المهندسين الصناعيين
معهد المهندسين الصناعيين (IIE) هي جمعية مهنية تعنى بدعم مجال الهندسة الصناعية والأفراد المنخرطين في تطوير الجودة والإنتاجية.
أسس المعهد في عام 1948 وكان يسمى المعهد الأمريكي للمهندسين الصناعيين حتى عام 1981 ليتغير للاسم للحالي حتى يعكس توجه المعهد العالمي. يجمع المعهد أعضاء من طلاب الجامعات والمهنيين. يعقد المعهد العديد من المؤتمرات المحلية في الولايات المتحدة. ويقع مقره الرئيسي في نوركروس.

## اقرأ أيضاً
- هندسة صناعية

## وصلات خارجية
- الموقع الرسمي